# Torneo de Dalian 2015
El Dalian Women's Tennis Open 2015 es un torneo de tenis profesional jugado en canchas duras. Se trata de la inaugural del torneo, que es parte de la WTA 125s de 2015. Se llevará a cabo en Dalian, China, entre el 7 de septiembre al 13 de septiembre de 2015.

## Cabezas de serie

### Individuales
| Tenista              | Ranking | Preclasificada |
| Zheng Saisai         | 71      | 1              |
| Bojana Jovanovski    | 98      | 2              |
| Duan Yingying        | 103     | 3              |
| Elizaveta Kulichkova | 107     | 4              |
| Wang Qiang           | 112     | 5              |
| Kristýna Plíšková    | 113     | 6              |
| Nao Hibino           | 123     | 7              |
| Zhu Lin              | 125     | 8              |

- Ranking del 31 de agosto de 2015

### Dobles
| Tenista                      | Ranking | Preclasificada |
| Chan Chin-wei Darija Jurak   | 136     | 1              |
| Zhang Kailin Zheng Saisai    | 166     | 2              |
| Shuko Aoyama Makoto Ninomiya | 205     | 3              |
| Chang Kai-chen Han Xinyun    | 226     | 4              |

## Campeonas

### Individuales femeninos
Zheng Saisai venció a  Julia Glushko por 2–6, 6–1, 7–5

### Dobles femenino
Zhang Kailin /  Zheng Saisai vencieron a  Chan Chin-wei /  Darija Jurak por 6-3, 6-4